# Musca tener
Musca tener är en tvåvingeart som först beskrevs av Harris 1780.  Musca tener ingår i släktet Musca och familjen kärrflugor. Inga underarter finns listade i Catalogue of Life.